# Ommatius varitibiatus
Ommatius varitibiatus là một loài ruồi trong họ Asilidae. Ommatius varitibiatus được Ricardo miêu tả năm 1929. Loài này phân bố ở miền Australasia.